# Macrognathus
Genre
Macrognathus est un genre asiatique de poissons d'eau douce de la famille des Mastacembelidae. 

## Description
La plupart des espèces du genre Macrognathus atteignent 20 à 25 cm de longueur mais, quelques-unes dépassent cette taille, la plus grande espèce étant Macrognathus aral qui peut atteindre 63,5 cm.
Les espèces du genre Macrognathus sont similaires à celles du genre Mastacembelus mais s'en distinguent par un rostre nettement plus spécialisé. Pour Mastacembelus ce rostre est relativement simple avec une section cylindrique et ne comportant ni dents, ni os. En revanche le rostre des Macrognathus est comme un prolongement de la mâchoire supérieure et est ouvert dans sa partie basse. De fait alors que les espèces Mastacembelus ce rostre ne sert qu'à la détection de la nourriture, pour les espèces Macrognathus il sert également à attraper celle-ci.

## Liste des espèces
Selon World Register of Marine Species (14 octobre 2023) :
- Macrognathus aculeatus (Bloch, 1786)
- Macrognathus albus Plamoottil & Abraham, 2014
- Macrognathus aral (Bloch & Schneider, 1801)
- Macrognathus aureus Britz, 2010
- Macrognathus caudiocellatus (Boulenger, 1893)
- Macrognathus circumcinctus (Hora, 1924)
- Macrognathus dorsiocellatus Britz, 2010
- Macrognathus fasciatus Plamoottil & Abraham, 2014
- Macrognathus guentheri (Day, 1865)
- Macrognathus keithi (Herre, 1940)
- Macrognathus kris Ng & Tan, 2020
- Macrognathus lineatomaculatus Britz, 2010
- Macrognathus maculatus (Cuvier, 1832)
- Macrognathus malabaricus (Jerdon, 1849)
- Macrognathus meklongensis Roberts, 1986
- Macrognathus morehensis Arunkumar & Tombi Singh, 2000
- Macrognathus obscurus Britz, 2010
- Macrognathus orthosemos Britz & Kottelat, 2020
- Macrognathus pancalus Hamilton, 1822
- Macrognathus pavo Britz, 2010
- Macrognathus pentophthalmos (Gronow, 1854)
- Macrognathus semiocellatus Roberts, 1986
- Macrognathus siamensis (Günther, 1861)
- Macrognathus siangensis Arunkumar, 2016
- Macrognathus taeniagaster (Fowler, 1935)
- Macrognathus tapirus Kottelat & Widjanarti, 2005
- Macrognathus zebrinus (Blyth, 1858)

## Aquariophilie
Plusieurs espèces de ce genre peuvent être maintenues en aquarium et, entre autres, Macrognathus aculeatus et Macrognathus siamensis.

## Galerie

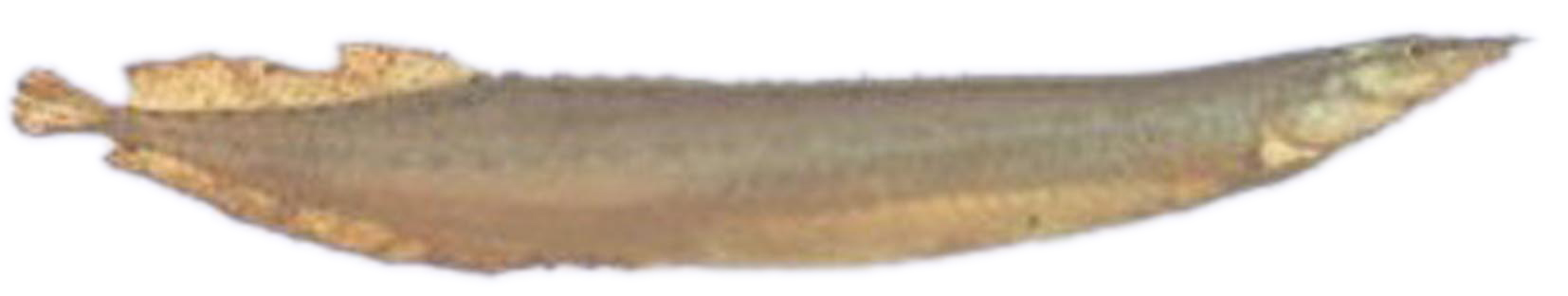
Macrognathus aral.
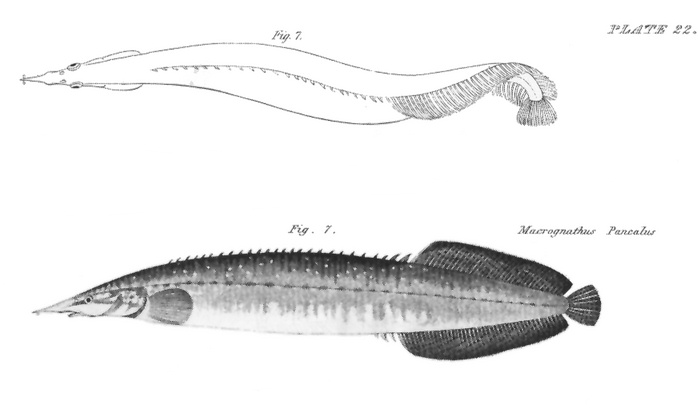
Macrognathus pancalus.
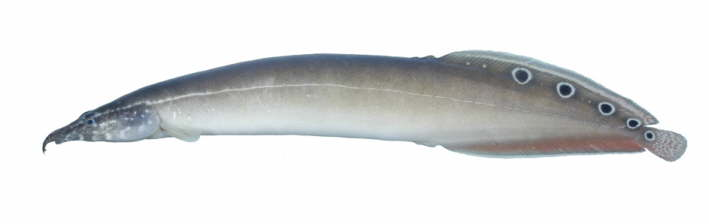
Macrognathus siamensis.
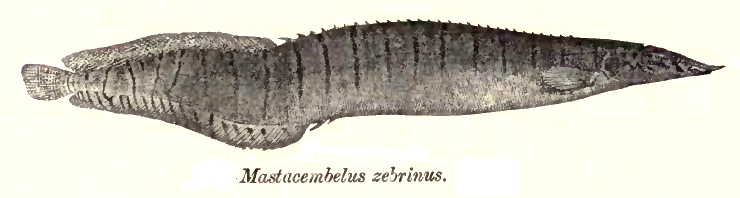
Macrognathus zebrinus.

## Systématique
Le nom valide complet (avec auteur) de ce taxon est Macrognathus Lacépède, 1800. L'espèce type de ce genre est Ophidium aculeatum Bloch, 1786. 
Macrognathus a pour synonymes :
- Macroganthus
- Macrograthus
- Rhynchobdella Bloch & Schneider, 1801
- Rhyncobdella